# كارميلو توريس
كارميلو توريس (بالإسبانية: Carmelo Torres) هو كاتب وصحفي مكسيكي، ولد في 16 يوليو 1927 في La Barca ‏ في إيطاليا، وتوفي في 29 يناير 2003 في كاراكاس في فنزويلا بسبب مرض باركنسون.